# Хатерт
Хатерт (њем. Hattert) општина је у њемачкој савезној држави Рајна-Палатинат. Једно је од 192 општинска средишта округа Вестервалд. Према процјени из 2010. у општини је живјело 1.733 становника. Посједује регионалну шифру (AGS) 7143235.

## Географски и демографски подаци
Хатерт се налази у савезној држави Рајна-Палатинат у округу Вестервалд. Општина се налази на надморској висини од 280 метара. Површина општине износи 11,5 km². У самом мјесту је, према процјени из 2010. године, живјело 1.733 становника. Просјечна густина становништва износи 150 становника/km².

## Међународна сарадња
| Мјесто          | Држава | Врста сарадње | Од    |
| --------------- | ------ | ------------- | ----- |
| Кибуц Еин Харод | Израел | контакт       | 1985. |
| Извор           |        |               |       |